# Leia Behlau
Leia Behlau (Unna, 12 april 1996) is een schaatsster uit Duitsland, lid van Eissportclub Erfurt.

## Biografie
Behlau komt oorspronkelijk uit Müllheim en woont thans in Erfurt in een sportinternaat. In 2015 debuteerde ze op de wereldkampioenschappen schaatsen allround 2015, waar ze een 22e plek behaalde. Haar tijd onder de 2 minuten op de 1500 meter in Calgary was haar meest memorabele moment. Een jaar later maakt Behlau haar debuut op het EK Allround in Minsk vanwege de afmelding van Claudia Pechstein. In seizoen 2020/2021 maakte ze haar rentree.

## Persoonlijke records[3]
| Afstand    | Tijd    | Datum            | Baan           |
| ---------- | ------- | ---------------- | -------------- |
| 500 meter  | 40,63   | 22 oktober 2021  | Inzell         |
| 1000 meter | 1.17,63 | 4 december 2021  | Salt Lake City |
| 1500 meter | 1.56,17 | 12 december 2021 | Calgary        |
| 3000 meter | 4.06,18 | 3 december 2021  | Salt Lake City |
| 5000 meter | 7.29,49 | 13 december 2015 | Inzell         |

(laatst bijgewerkt: 14 december 2021)

## Resultaten
| Jaar | EK Allround             | WK Allround             | WK Junioren                               |
| ---- | ----------------------- | ----------------------- | ----------------------------------------- |
| 2013 |                         |                         | 39e 1000m 7e achtervolging                |
| 2014 |                         |                         | 13e 1500m 9e 3000m                        |
| 2015 |                         | NC22 (23e, 21e, 19e, -) | 35e 500m 10e 1500m 9e 3000m 5e massastart |
| 2016 | NC16 (16e, 16e, 16e, -) |                         |                                           |
|      |                         |                         |                                           |
| 2021 | NC18 (18e, 19e, 17e, -) |                         |                                           |
| 2022 |                         | NC15 (14e, 16e, 13e, -) |                                           |